# Ordine "per il servizio alla Patria"
L'Ordine della Patria è un'onorificenza bielorussa.

## Storia
L'Ordine è stato fondato il 13 aprile 1995 ed è stato assegnato per la prima volta il 19 novembre 1997.

## Classi
L'Ordine dispone delle seguenti classi di benemerenza:
- I Classe
- II Classe
- III Classe

| Insegne    | Insegne   | Insegne  |
| ---------- | --------- | -------- |
|            |           |          |
| Nastri     |           |          |
| III Classe | II Classe | I Classe |

## Assegnazione
L'Ordine è assegnato al personale militare, agli ufficiali e alla truppa del corpo degli affari interni, agli ispettori del Comitato di Controllo dello Stato e ai membri di agenzie e dipartimenti di emergenza:
- per l'esecuzione esemplare del dovere, per l'ottenimento di una formazione di alto combattimento delle formazioni subordinate e delle unità delle Forze Armate della Repubblica di Bielorussia, alle altre truppe e alle formazioni militari della Repubblica di Bielorussia;
- per il mantenimento della prontezza al combattimento delle truppe, e per l'assicurazione alla difesa della Repubblica di Bielorussia;
- per il coraggio e la dedizione mostrata durante l'esecuzione del servizio militare;
- per meriti speciali nel rafforzare la sicurezza nazionale, della protezione delle frontiere e della lotta contro la criminalità;
- per altri servizi al suo paese.

## Insegne
- L'insegna è una stella convessa a otto punte. Le estremità della stella, realizzate in forma di raggi dorati, divergono verso il centro, in alternanza con tubi lisci e sono coperti di smalto blu e dorato. Alle estremità della stella d'oro sono presenti due missili incrociate. Nella parte centrale della medaglia su una corona di foglie di quercia vi è una stella a cinque punte d'oro incorniciata da una fascia nella parte inferiore, coperto di smalto bianco con l'iscrizione "За службу Радзіме". La medaglia è argentata per la III Classe, parzialmente dorata per la II Classe e interamente dorata per la I Classe.
- Il nastro è azzurro con una fascia gialla per la I Classe, due per la II Classe e tre per la III Classe.